# Gutzberg
Gutzberg (fränkisch: Guds-beach) ist ein Gemeindeteil der Stadt Stein im Landkreis Fürth (Mittelfranken, Bayern). Die Gemarkung Gutzberg hat eine Fläche von 7,869 km². Sie ist in 983 Flurstücke aufgeteilt, die eine durchschnittliche Fläche von 8004,83 m² haben. In ihr liegen neben dem namensgebenden Ort die Gemeindeteile Loch, Oberbüchlein, Sichersdorf und Unterbüchlein.

## Geographie
Das Dorf liegt etwas südlich vom Grundbach, einem linken Zufluss der Rednitz. Nordöstlich des Ortes befindet sich der Rötenbuck, im Osten die Straßäcker, 0,5 km südöstlich das Waldgebiet Brackerslohe, 0,5 km südlich die Bodenäcker und 0,5 km südwestlich das Auholz. Die Bundesstraße 14 verläuft nach Großweismannsdorf (2,7 km südwestlich) bzw. nach Stein (4 km nordöstlich). Gemeindeverbindungsstraßen führen nach Unterbüchlein (1,2 km westlich), nach Oberweihersbuch (1,8 km nordöstlich) und die B 14 kreuzend nach Eckershof (1,4 km östlich).

## Geschichte
Der Ort wurde im Würzburger Lehenbuch von 1303 als „Volkolzdorf“ erstmals urkundlich erwähnt. Erst ab 1504 wurde der Ort auch „Gutzperg“ genannt. In beiden Fällen ist ein Personenname Bestimmungswort des Ortsnamens (Volkolt, Gutz).
Gegen Ende des 18. Jahrhunderts gab es in Gutzberg neun Anwesen. Das Hochgericht übte das brandenburg-ansbachische Richteramt Roßtal aus. Grundherren waren das bambergische Amt Herzogenaurach (1 Hof), die Reichsstadt Nürnberg: Landesalmosenamt (1 Hof), St.-Klara-Klosteramt (1 Hof), die Deutschordenskommende Nürnberg (1 Hof) und Nürnberger Eigenherren: von Ebner (1 Hof, Wirtshaus), von Scheurl (1 Hof), von Tucher (2 Halbhöfe). Die Dorf- und Gemeindeherrschaft wurde abwechselnd von den Grundherren wahrgenommen.
Von 1797 bis 1808 unterstand der Ort dem Justiz- und Kammeramt Cadolzburg. 1806 kam Gutzberg an das Königreich Bayern. Im Rahmen des Gemeindeedikts wurde Gutzberg 1808 dem Steuerdistrikt Großweismannsdorf zugeordnet. Im selben Jahr entstand die Ruralgemeinde Gutzberg, zu der Loch, Oberbüchlein, Sichersdorf und Unterbüchlein gehörten. Sie war in Verwaltung und Gerichtsbarkeit dem Landgericht Cadolzburg zugeordnet und in der Finanzverwaltung dem Rentamt Cadolzburg (1919 in Finanzamt Cadolzburg umbenannt). 2 Anwesen unterstanden in der freiwilligen Gerichtsbarkeit bis 1812 und von 1823 bis 1835 dem Patrimonialgericht Lohe, 2 Anwesen von 1821 bis 1848 dem Patrimonialgericht Defersdorf. Ab 1862 gehörte Gutzberg zum Bezirksamt Fürth (1939 in Landkreis Fürth umbenannt). Die Gerichtsbarkeit blieb beim Landgericht Cadolzburg (1879 in das Amtsgericht Cadolzburg umgewandelt), seit dem 1. März 1931 wird sie vom Amtsgericht Fürth wahrgenommen. Die Finanzverwaltung wurde am 1. Januar 1929 vom Finanzamt Fürth übernommen. Die Gemeinde hatte 1964 eine Gebietsfläche von 7,866 km².
Im Rahmen der Gebietsreform in Bayern wurde Gutzberg am 1. Juli 1972 nach Stein eingemeindet.

### Baudenkmäler
In Gutzberg gibt es sieben Baudenkmäler:
- Gutzberger Dorfstraße 10: Wohnstallhaus mit Scheune und Altsitz
- Gutzberger Dorfstraße 24: Wohnstallhaus mit Scheune
- Gutzberger Dorfstraße 27: brandenburgisches Wirtshaus mit angebautem Wohn- und Wirtschaftsgebäude
- Gutzberger Dorfstraße 28: Schwarzwälder Haus, Wohnstallhaus, Scheune und Schuppen
- Gutzberger Dorfstraße 37: ehemaliges Wohnstallhaus
- Gutzberger Dorfstraße 40: Wohnstallhaus
- Gutzberger Dorfstraße 42: Bauernhaus

### Einwohnerentwicklung
Gemeinde Gutzberg
| Jahr      | 1818   | 1840   | 1852   | 1855   | 1861   | 1867   | 1871   | 1875   | 1880   | 1885   | 1890   | 1895   | 1900   | 1905   | 1910   | 1919   | 1925   | 1933   | 1939   | 1946   | 1950   | 1952   | 1961   | 1970   |
| Einwohner | 164    | 309    | 302    | 307    | 290    | 287    | 299    | 312    | 296    | 288    | 291    | 278    | 253    | 272    | 288    | 276    | 288    | 322    | 280    | 488    | 458    | 446    | 432    | 445    |
| Häuser    | 41     | 43     |        |        |        |        | 49     |        |        | 50     | 50     |        | 46     |        |        |        | 52     |        |        |        | 59     |        | 84     |        |
| Quelle    | [ 17 ] | [ 18 ] | [ 19 ] | [ 19 ] | [ 20 ] | [ 21 ] | [ 22 ] | [ 23 ] | [ 24 ] | [ 25 ] | [ 26 ] | [ 19 ] | [ 27 ] | [ 19 ] | [ 28 ] | [ 19 ] | [ 29 ] | [ 19 ] | [ 19 ] | [ 19 ] | [ 30 ] | [ 19 ] | [ 12 ] | [ 31 ] |

Ort Gutzberg
| Jahr      | 001818 | 001840 | 001861 | 001871 | 001885 | 001900 | 001925 | 001950 | 001961 | 001970 | 001987 |       |
| Einwohner | 46     | 105    | 97     | 109    | 109    | 92     | 115    | 199    | 161    | 167    | 174    | 158   |
| Häuser    | 14     | 14     |        |        | 17     | 15     | 20     | 25     | 32     |        | 52     |       |
| Quelle    | [ 17 ] | [ 18 ] | [ 20 ] | [ 22 ] | [ 25 ] | [ 27 ] | [ 29 ] | [ 30 ] | [ 12 ] | [ 31 ] | [ 32 ] | [ 1 ] |

## Religion
Der Ort ist seit der Reformation evangelisch-lutherisch geprägt und war ursprünglich nach St. Laurentius (Roßtal) gepfarrt, seit Mitte des 20. Jahrhunderts ist die Pfarrei St. Jakobus (Oberweihersbuch) zuständig. Die Einwohner römisch-katholischer Konfession waren ursprünglich nach St. Walburga (Eibach) gepfarrt, jetzt ist die Pfarrei St. Albertus Magnus (Stein) zuständig.

## Freizeit
In Gutzberg ist rund um Ostern das Ei die Attraktion im Dorf. Auf acht Stationen und einem Osterbrunnen können bemalte Hühnereier bewundert werden. Die Eier zieren Märchenmotive, Sehenswürdigkeiten, Pflanzen und auch Bier-Logos.